# بونی گادوسک
 بونی گادوسک (انگلیسی: Bonnie Gadusek؛ زاده ۱۱ سپتامبر ۱۹۶۳) یک تنیس‌باز اهل ایالات متحده آمریکا است.